# What's Your Hurry?
What's Your Hurry? é um filme mudo norte-americano de 1909 em curta-metragem, do gênero drama, dirigido por D. W. Griffith. O filme foi produzido pela Biograph Company.